# Курме, Астра
А́стрa Ку́рме (латыш. Astra Kurme) — латвийский дипломат, с августа 2017 года — посол Латвийской Республики в Объединённых Арабских Эмиратах.

## Биография
Астра Курме выросла в городе Илуксте Даугавпилсского района Латвийской ССР, училась в школе с сильным преподаванием точных наук. Окончив школу с отличием, в 1984 году поступила в Латвийский госуниверситет на физико-математический факультет, занималась биофизикой по индивидуальному плану под руководством Эдгара Иманта Силиньша. Окончила университет в 1990 году со степенью магистра по физике твёрдого тела.
После окончания университета начала работать в Рижском медицинском институте по теме нейрофизиологии. Но в начале 1990-х годов оставила науку и получила новое образование во вновь открывшемся в Латвии Институте международных отношений при ЛУ (1993—1994). С 1993 года началась её дипломатическая служба.
С 1993 года Астра Курме — старший референт отдела европейской политики, с 1994 года участвует в переговорах с Европейской комиссией.
В 1995 году получает назначение 2 секретарем Посольства ЛР в Королевстве Бельгия.
С 1997 года — 2 секретарь Представительства Латвии в ЕС.
С 1999 года выполняет обязанности 1 секретаря Переговорной группы по вступлению Латвии в ЕС.
В 2000—2001 году — директор Департамента финансов и имущества МИДа.
В 2001—2004 годах — директор Департамента ЕС.
В 2004—2005 годах руководитель Бюро министра иностранных дел, посол по особым поручениям.
В 2005—2006 годах — заместитель государственного секретаря МИДа по европейским делам.
С 2006 по 2011 год посол Латвии в Италии и по совместительству на Мальте, в Сан-Марино и Албании. Одновременно посланник при Организации продовольствия и сельского хозяйства ООН.
В 2011—2013 годах заместитель государственного секретаря МИДа, административный директор.
С октября 2013 года — посол Латвии в Российской Федерации.
С августа 2017 года — посол Латвии в Объединенных Арабских Эмиратах.

## Жизненная позиция и увлечения
Нейрофизиология на всю жизнь осталась хобби для Астры Курме. «Я слежу за новинками в мире, за экспериментами и открытиями, потому что наш мозг — удивительная субстанция. В следующей жизни я обязательно буду заниматься нейрофизиологией», — говорит она..

## Награды
- 2004 — Кавалер ордена Трёх звезд (высшая награда Латвии)[3].
- 2004 — Почётная грамота Кабинета Министров Латвии[4].
- 2006 — Офицер ордена Оранских-Нассау (Нидерланды)
- 2012 — орден Звезды Италии[5].
- 2014 — Почётная грамота Кабинета Министров Латвии[6].